# Nosferatu – symfonia grozy
Nosferatu – symfonia grozy (niem. Nosferatu, eine Symphonie des Grauens) – niemiecki film grozy z roku 1922 w reżyserii Friedricha Wilhelma Murnaua. Jest to jeden z najważniejszych filmów niemieckiego ekspresjonizmu i jeden z pierwszych horrorów w historii kina. Za kanwę filmu posłużyła nieco zmodyfikowana, ze względu na problemy z prawami autorskimi, fabuła Draculi Brama Stokera. Rolę tytułowego Nosferatu odtwarzał Max Schreck. Jego nazwisko w niemieckim znaczy „strach”, co w połączeniu z tajemniczym charakterem aktora, było przyczyną plotek o wampiryzmie Schrecka.
Florence Stoker, wdowa po Bramie Stokerze, wytoczyła Murnauowi proces o nielegalne wykorzystanie powieści jej męża. Proces ten wygrała, a Murnau musiał zapłacić odszkodowanie i zniszczyć wszystkie kopie filmu. Film jednak przetrwał, gdyż zachowało się kilka kopii, według różnych wersji pochodzące z nielegalnych źródeł bądź z innych krajów, w których film był wyświetlany.
Obecnie film jest własnością publiczną. Dostępny jest na kopiach video, DVD oraz w Internecie.
W roku 1995, z okazji stulecia narodzin kina, film znalazł się na watykańskiej liście 45 filmów fabularnych, które propagują szczególne wartości religijne, moralne lub artystyczne.

## Obsada
- Max Schreck  jako hrabia Orlok
- Alexander Granach jako Knock
- Gustav von Wangenheim jako Thomas Hutter
- Greta Schröder jako Ellen Hutter
- Georg H. Schnell jako Harding
- John Gottowt jako profesor Bulwer
- Gustav Botz jako doktor Sievers
- Max Nemetz jako kapitan statku Demeter
- Wolfgang Heinz jako pierwszy oficer statku Demeter

## Fabuła
Rok 1838. Thomas Hutter jest pracownikiem agencji pośredniczącej w sprzedażach posiadłości w Wisborgu. Przez swojego pracodawcę zostaje wysłany do Transylwanii do hrabiego Orloka, by sfinalizować transakcje sprzedaży posiadłości. Hutter powierza opiekę swojej żony Ellen przyjacielowi Hardingowi i wyrusza w długą podróż.
Ostatnią noc przed przybyciem do zamku hrabiego Orloka spędza w gospodzie, gdzie znajduje książkę zatytułowaną Księga wampirów. Następnego dnia Hutter wynajmuje wóz, którym zamierza dotrzeć do zamku. Jednak w połowie drogi ludzie ze strachu odmawiają dalszej podróży. Wyrusza on więc samotnie w dalszą drogę. Po przekroczeniu mostu zostaje zabrany do zamku przez woźnicę hrabiego. Orlok wita go bardzo przyjaźnie i zaprasza gościa na kolację, choć sam nie je. Gdy o północy wybija dzwonek zegara, wystraszony tym Hutter kaleczy się nożem w palec. Hrabia Orlok chce wyssać krwawiącą ranę lecz odwraca się na widok krzyża zawieszonego na szyi Huttera.
Następnego dnia Hutter budzi się z raną na szyi, której powstanie przypisuje komarom. W nocy hrabia Orlok podpisuje dokumenty zakupu posiadłości niedaleko domu Huttera. W łóżku Hutter znajduje Księgę wampirów i czyta ją. Zaczyna podejrzewać, że Orlok jest wampirem. Wtem w drzwiach pojawia się sam hrabia, którego prawdziwa natura zwyciężyła.

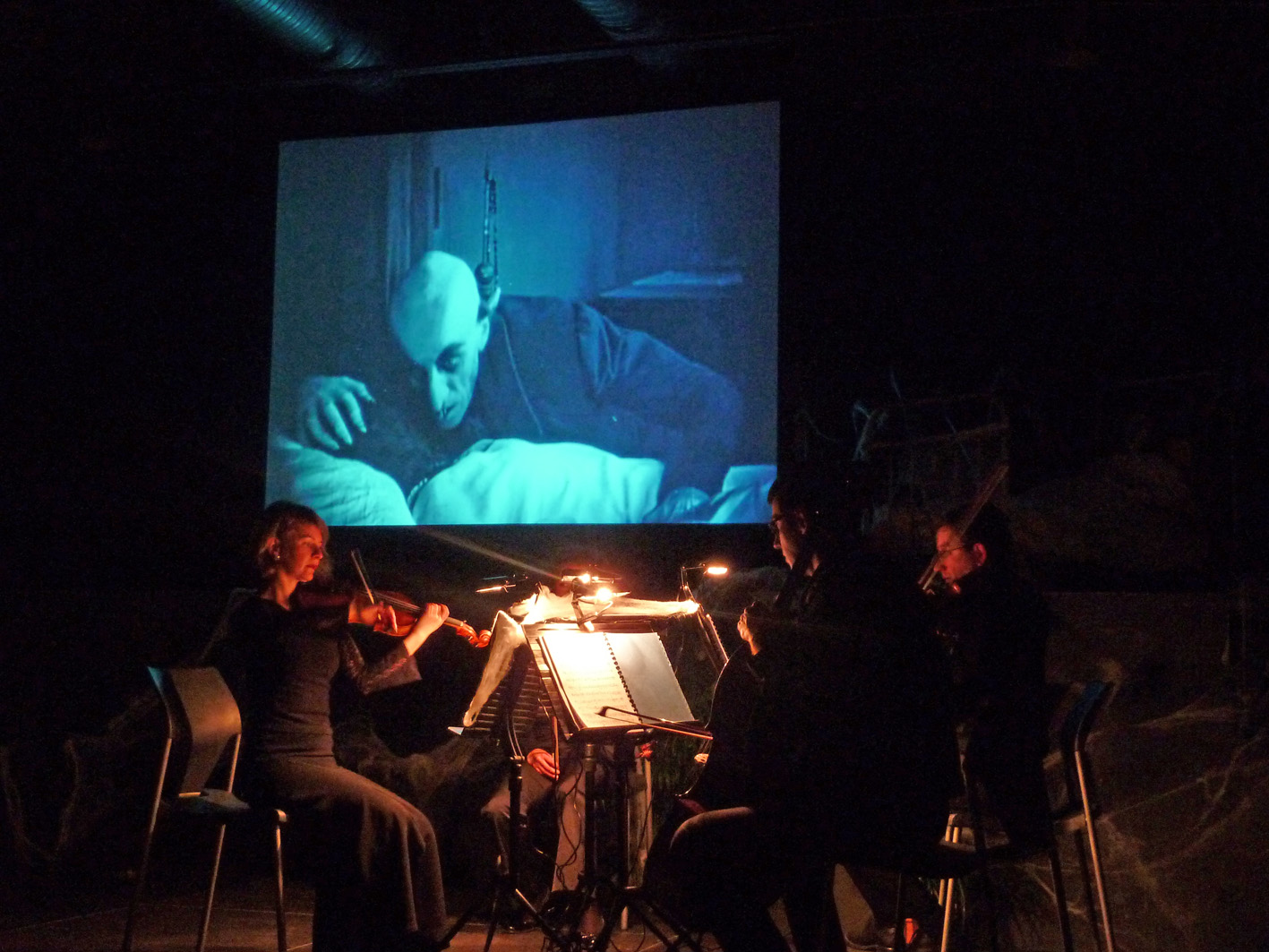
Quatuor Prima Vista towarzyszy „Nosferatu” Murnau przy muzyce Baudime Jam.

Rano Hutter przeszukuje zamek. Ku swojemu przerażeniu znajduje grobowiec, w którym spoczywa hrabia. Sparaliżowany strachem ucieka do swojego pokoju. W nocy jest świadkiem, jak Orlok układa na wozie kilka trumien, a do ostatniej wchodzi. Wóz odjeżdża a Hutter stara się wydostać z zamku przez okno. Upada na kamienie i traci przytomność. Gdy odzyskuje świadomość w szpitalu, postanawia jak najszybciej wrócić do swojego miasta. Wie, że hrabia już tam zmierza.
Tymczasem do Wisborgu przybył statek bez załogi. Okazuje się, że na jego pokładzie jest tylko kilka trumien oraz mnóstwo szczurów. W nocy Orlok zabiera trumnę i niezauważony opuszcza statek. Szczury przywożą do miasta plagę,  co powoduje panikę. Do miasta przybywa także w bardzo złym stanie Hutter. Jego żona Ellen czyta Księgę wampirów i dowiaduje się, jak zabić Orloka - sprawcę wszystkich jej nieszczęść.

## Nosferatu a książka Brama Stokera
Fabuła filmu Nosferatu – symfonia grozy opiera się w przeważającej mierze na książce Brama Stokera Drakula. Ze względu na prawa autorskie Murnau nie mógł wykorzystać książkowych imion bohaterów (wersje imion z Drakuli pojawiły się w późniejszych kopiach). Thomas Hutter i Ellen Hutter to Jonathan i Mina Harker. Murnau pominął jednak wiele postaci drugoplanowych, jak Lucy czy van Helsing.
W przeciwieństwie do książkowego Drakuli, Orlok nie tworzy nowych wampirów, lecz jedynie zabija, siejąc spustoszenie niczym zaraza. Ten wampir musi również spać w ciągu dnia, gdyż światło słoneczne jest dla niego zabójcze. W filmie, podobnie jak w książce Stokera, wampir zostaje ostatecznie unicestwiony, lecz w filmie dochodzi do tego dzięki ofierze, którą Ellen składa z samej siebie: kobieta zatrzymuje wampira przy sobie aż do świtu i bestia ginie rażona światłem słońca.

## Nosferatu w kulturze
- W 1979 roku powstał najsłynniejszy remake filmu, Nosferatu wampir, nakręcony przez Wernera Herzoga. Od czasu Symfonii grozy powieść Stokera uzyskała status własności publicznej, dlatego Herzog zapożyczył z niej postacie.
- Postać o imieniu Max Shrek występuje w filmie Powrót Batmana (1992) w reżyserii Tima Burtona.
- W 2000 roku powstał Cień wampira E. Eliasa Merhige, będący fikcyjną próbą rekonstrukcji zdarzeń, jakie miały miejsce podczas kręcenia Nosferatu.
- W 2024 roku premierę miał kolejny remake filmu, zatytułowany Nosferatu. Reżyserem produkcji był Robert Eggers.